# Шарън Озбърн
Шарън Озбърн (на английски: Sharon Osbourne) е британско-американска бизнесдама, телевизионна водеща, филмова продуцентка, актриса, писателка на произведения в жанра автобиография. Тя е съпруга на Ози Озбърн, а също и мениджър на групата му.

## Биография и творчество
Шарън Рейчъл Озбърн, с рожд. име Шарън Рейчъл Ардън, е родена на 9 октомври 1952 г. в Брикстън, Лондон, Англия. Баща ѝ, продуцентът Дон Ардън, е евреин-ашкенази, а майка ѝ, балетистката Хоуп Щоу, е ирландска католичка. Има по-голям брат и доведена сестра.
Баща ѝ като предприемач управлява групата „Black Sabbath“. След като той уволнява Ози Озбърн от групата през 1979 г., тя започва да се среща с него и решава да поеме ръководството на кариерата му, което пък предизвиква разрив в отношенията с баща ѝ. Наема известни музиканти и текстописци, и създава „The Blizzard of Ozz“, който по-късно става „Ozzy Osbourne Band“.
Омъжва се за Ози Озбърн на 4 юли 1982 г. в Мауи, Хавай. Имат 3 деца – Ейми, Кели и Джак.
Поредица от албуми и концерти през 80-те осъществяват възход на кариерата на Ози Озбърн, издигайки го сред великите на световната метъл сцена. През 1996 г. Шарън създава музикалния фестивал Ozzfest.
Шарън Озбърн става знаменитост, след като участва в периода 2002 – 2005 г. в телевизионното риалити шоу на MTV, „The Osbournes“ (Семейство Озбърн), което проследява ежедневието на нейното семейство, и което носи на MTV най-високите рейтинги в Америка и Великобритания. По-късно Шарън става съдия в шоутата за таланти „The X Factor“ (2004 – 2007, 2013) и „America's Got Talent“ (2007 – 2012). Играе себе си в множество телевизионни филми и сериали.
Първата ѝ автобиографична книга „Extreme“ (Екстремно) е издадена през 2006 г. В него разказва за нейното трудно детство с баща ѝ, Дон Ардън, а също така документира върховете и паденията на брака си със съпруга Ози Озбърн, хвърля светлина върху области от живота ѝ, които преди не са били коментирани – домашното насилие, злоупотребата с наркотици, алкохолизъм, дела, подкупи, рак на дебелото черво, грабежи, самолетна катастрофа, терапия и козметична хирургия. Книгата става бестселър №1 и е продадена в повече от два милиона копия. Продълженията на автобиографията ѝ са „Survivor“ и „Unbreakable“, в които представя преживяването на заболяването си от рак и следващото развитие в кариерата и семейството.
Първият ѝ роман „Реванш“ е издаден през 2010 г. В историята сестрите Амбър и Челси Стоун се борят за световна слава, но независимо от красотата и таланта, само една от тях ще има безмилостната амбиция да стигне до самия връх.
Шарън Озбърн живее със семейството си в Бевърли Хилс.

## Произведения

### Самостоятелни романи
- Revenge (2010)
Реванш, изд.: ИК „Бард“, София (2014), прев. Цветана Георгиева

### Мемоари
- Extreme (2006)
- Survivor (2008)
- Unbreakable (2014)